# Alliansen 2020 USR-PLUS
Alliansen 2020 USR-PLUS är en valallians i Rumänien, bestående av partierna Unionen Rädda Rumänien (USR) och Partiet för frihet, enighet och solidaritet (PLUS). Alliansen bildades den 2 februari 2019 inför europaparlamentsvalet samma år och ställde gemensamt upp i presidentvalet 2019 samt parlaments- och lokalvalen 2020.
Sedan december 2020 ingår alliansen i en koalitionsregering tillsammans med Nationalliberala partiet och Ungerska demokratiska unionen i Rumänien under ledning av Florin Cîțu, regeringen Cîțu.